# Rozvoj regionu obcí Pod Zemskou branou
Rozvoj regionu obcí Pod Zemskou branou je dobrovolný svazek obcí v okresu Ústí nad Orlicí, jeho sídlem jsou Pastviny a jeho cílem je spolupráce členských obcí v oblasti ochrany životního prostředí, cestovního ruchu, rozvoje infrastruktury, dopravní obslužnosti, sociální politiky a územního plánu. Sdružuje celkem 5 obcí a byl založen v roce 2002.

## Obce sdružené v mikroregionu
- České Petrovice
- Klášterec nad Orlicí
- Kunvald
- Pastviny
- Nekoř